# Langhaubenspechte

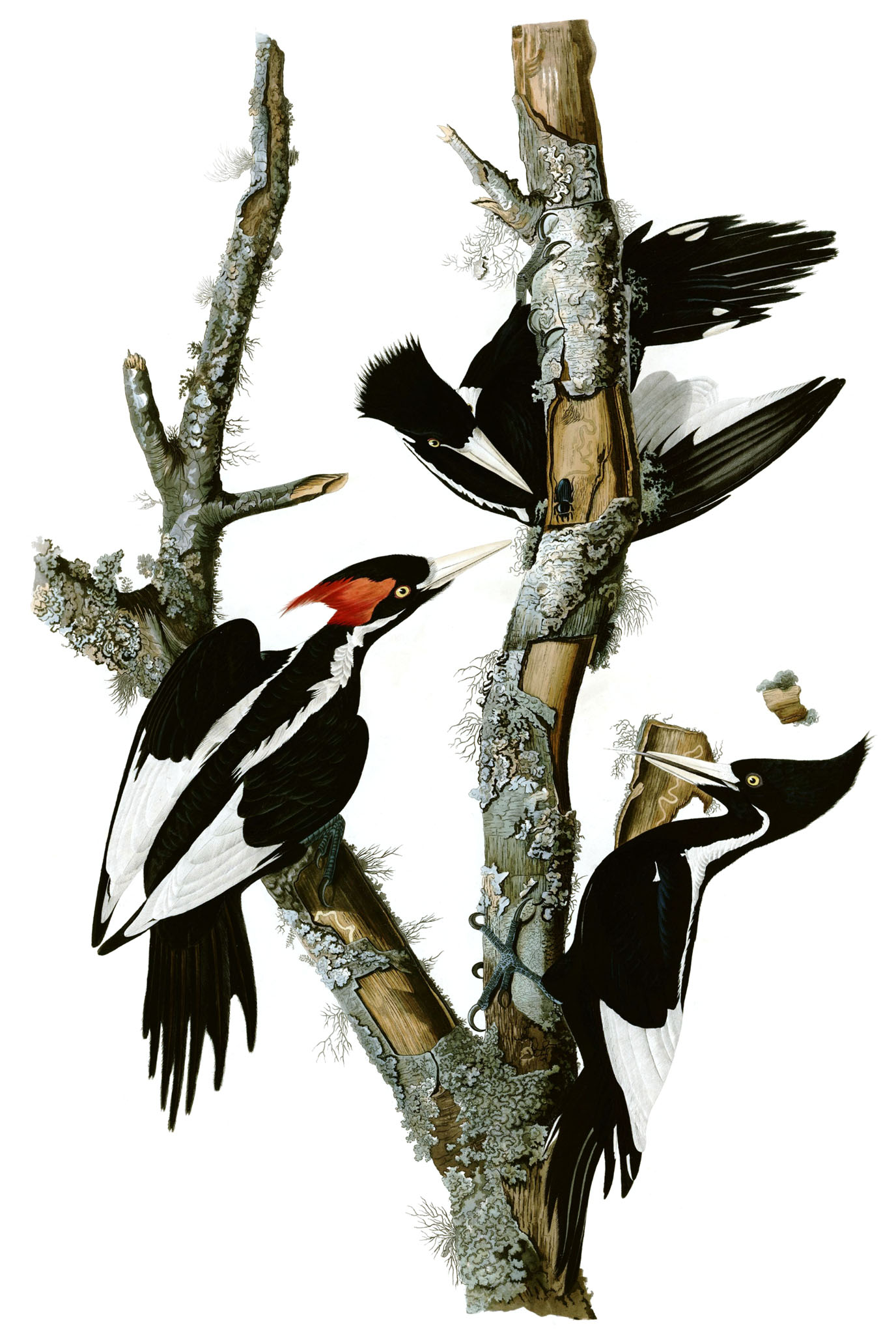
Elfenbeinspecht (Campephilus principalis)

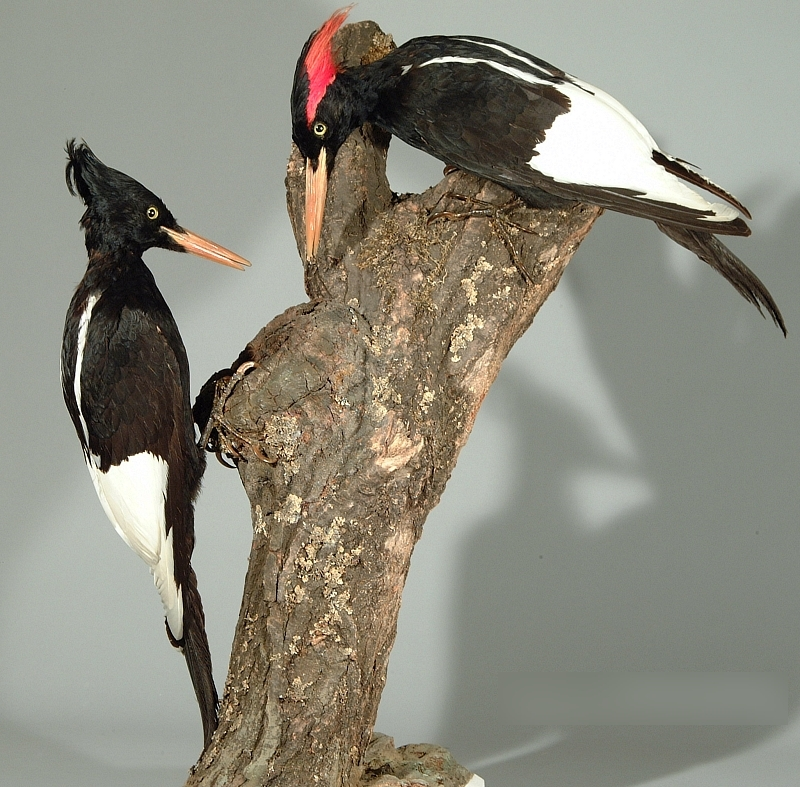
Kaiserspecht (Campephilus imperialis)

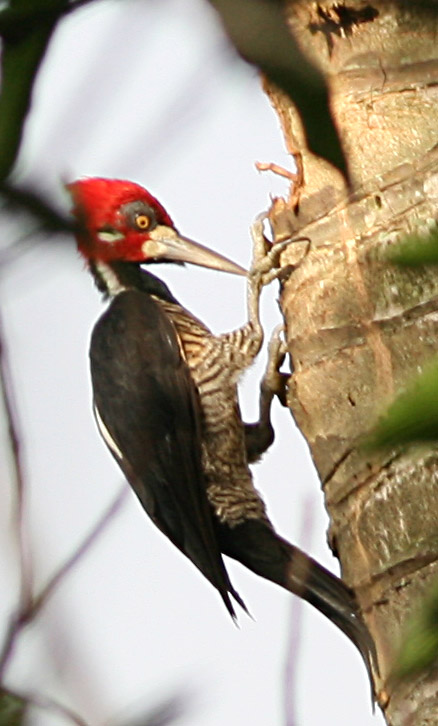
Schwarzkehlspecht (Campephilus melanoleucos)

Die Langhaubenspechte (Campephilus) sind eine Gattung der Spechte (Picidae), die mit elf Arten in der Neuen Welt vertreten ist. Der wissenschaftliche Name Campephilus (von gr. κάμπια kampia für Raupe und φιλία philia für Freundschaft, Liebe) bezieht sich auf die Vorliebe für Larven als Nahrung. Zwei Arten und eine Unterart, der Elfenbeinspecht (Campephilus principalis), der Kuba-Elfenbeinspecht (Campephilus principalis bairdii) und der Kaiserspecht (Campephilus imperialis), gelten als heute möglicherweise ausgestorben.

## Beschreibung
Es handelt sich um mittelgroße bis sehr große Spechte, die Größen von 28 bis 60 cm erreichen. Davon gilt der Kaiserspecht (Campephilus imperialis) aus Mexiko mit einer Körperlänge von 56 bis 60 cm als größte Spechtart der Welt. Die Langhaubenspechte haben ein hauptsächlich schwarzweißes Gefieder. Der Kopf ist häufig rot, manchmal schwarz oder schwarzweiß. Einige Arten haben eindrucksvolle rote oder schwarze Hauben. Ihre vierte Zehe (die Hallux) ist lang und funktional. Die meisten Arten sind durch elfenbeinfarbene Schnäbel charakterisiert, daher der englische Trivialname Ivory-bills (Elfenbeinschnäbel). Jedoch gibt es zwei Arten die dunkle Schnäbel besitzen, der Zimtbindenspecht (Campephilus pollens) und der Blutbauchspecht (Campephilus haematogaster).

## Lebensraum
Ihr Lebensraum umfasst primäre Bergwälder, Trocken- und Feuchtwälder, Nebelwälder und Waldränder. Der Elfenbeinspecht bevorzugte dichte Wälder mit Hartholz und häufig unzugängliche Zypressensumpfwälder. Ursprünglich lebte er offenbar auch in Kiefernwäldern mit vielen abgestorbenen Bäumen. Der Kaiserspecht lebte in Bergmischwäldern, die von Eichen und Kiefern dominiert sind, in Höhenlagen von 1670 m bis 3050 m.

## Lebensweise
Die meisten Arten der Langhaubenspechte trommeln nicht in typischer Weise, um ihr Revier zu beanspruchen, sondern hämmern mit unverwechselbaren Doppel- oder Dreifachschlägen an die Baumstämme. Hierbei folgt der zweite Schlag so schnell auf den ersten, dass der Eindruck eines einzelnen Schlags mit einem Echo entsteht. Ihre Nahrung besteht aus Käferlarven und -puppen. Die Langhaubenspechte klammern in eigentümlicher Weise an Baumstämmen. Ihre Beine sind stärker seitwärts gerichtet als bei anderen Spechten, so dass der Eindruck entsteht, als wenn sie den Baum „umarmen“ würden. Weil alle Zehen mehr oder weniger nach vorne gerichtet sind, berührt die Fußwurzel die Oberfläche des Baumstamms, eine Position, die bei anderen Spechtarten durch die Stellung der Hallux, die allgemeine Position der Füße unter dem Körper und die Richtung der Zugkräfte verhindert wird. Viele Arten führen eine heimliche Lebensweise. Daher sind sie nur schwer zu studieren.

## Systematik
Die Gattung Campephilus wurde 1840 von George Robert Gray aufgestellt, der den Elfenbeinspecht als Typusart klassifizierte. Lange hielt sich die Annahme, dass die Langhaubenspechte aufgrund ihrer Ähnlichkeit nahe mit den Vertretern der Gattung Dryocopus verwandt sind. Eine phylogenetische Studie aus dem Jahr 2006 zeigte jedoch, dass Campephilus ein Schwestertaxon von Chrysocolaptes darstellt.
Vereinfachtes Kladogramm nach Benz et al., 2006:
|  | Reinwardtipicus validus |
|  |                         |
|  | Chrysocolaptes lucidus  |
|  |                         |

|  | Campephilus guatemalensis |
|  |                           |
|  | Campephilus rubricollis   |
|  |                           |

Der Kuba-Elfenbeinspecht (Campephilus principalis bairdii) wurde 1863 von John Cassin als eigenständige Art beschrieben, jedoch bald darauf als Unterart des Elfenbeinspechts (Campephilus principalis) betrachtet. 2006 legten Robert C. Fleischer und seine Kollegen in einer phylogenetischen Studie dar, dass sich der Kuba-Elfenbeinspecht schon im Mittelpleistozän vom Elfenbeinspecht abgespalten hatte und unterstützen deshalb einen Artstatus.
Die älteste bekannte fossile Campephilus-Art ist Campephilus dalquesti aus dem oberen Pliozän von Texas, die 1971 von Pierce Brodkorb beschrieben wurde.

## Arten und ihre Verbreitung
- Guayaquilspecht (Campephilus gayaquilensis), Kolumbien, Ecuador und Peru
- Königsspecht (Campephilus guatemalensis), Mittelamerika
- Blutbauchspecht (Campephilus haematogaster), Kolumbien, Ecuador und Peru
  - Prachtspecht oder Bänder-Blutbauchspecht (Campephilus haematogaster splendens), Panama, Kolumbien und Ecuador, manchmal auch als eigenständige Art angesehen.
- Kaiserspecht (Campephilus imperialis), Mexiko (möglicherweise ausgestorben)
- Weißmantelspecht (Campephilus leucopogon), Südamerika
- Magellanspecht (Campephilus magellanicus) Argentinien und Chile
- Schwarzkehlspecht (Campephilus melanoleucos), Südamerika
- Zimtbindenspecht (Campephilus pollens) Kolumbien, Ecuador, Venezuela und Peru
- Elfenbeinspecht (Campephilus principalis) Südosten der USA (möglicherweise ausgestorben)
  - Kuba-Elfenbeinspecht (Campephilus principalis bairdii), Kuba (manchmal als eigenständige Art Campephilus bairdii betrachtet,[2]  möglicherweise ausgestorben)
- Scharlachkopfspecht (Campephilus robustus), Brasilien, Paraguay und Argentinien
- Rothalsspecht (Campephilus rubricollis), Tropisches Südamerika